# ناحیه فاستر (شهرستان فربو)
ناحیه فاستر (به انگلیسی: Foster Township) یک منطقهٔ مسکونی در ایالات متحده آمریکا است که در شهرستان فریبلت، مینه‌سوتا واقع شده‌است.
 ناحیه فاستر ۹۲٫۹ کیلومتر مربع مساحت و ۳۱۴ نفر جمعیت دارد و ۳۵۵ متر بالاتر از سطح دریا واقع شده‌است.